# Messor fraternus
Messor fraternus es una especie de hormiga del género Messor, subfamilia Myrmicinae.